# М'ясников Олександр Леонідович (1953)
Олександр Леонідович М'ясников (нар. 15 вересня 1953, Ленінград, РРФСР, СРСР) — радянський і російський лікар, лікар-кардіолог, лікар загальної практики, телеведучий, радіоведучий і громадський діяч, автор книг про здоров'я.
Головний лікар Державної бюджетної установи охорони здоров'я міста Москви «Міська клінічна лікарня імені М. Е. Жадкевича Департаменту охорони здоров'я міста Москви» (з 2010 року по теперішній час).
Нагороджений орденом Пирогова (21 червня 2020 року) і почесним знаком «Заслужений лікар міста Москви» (7 червня 2017 року).

## Біографія

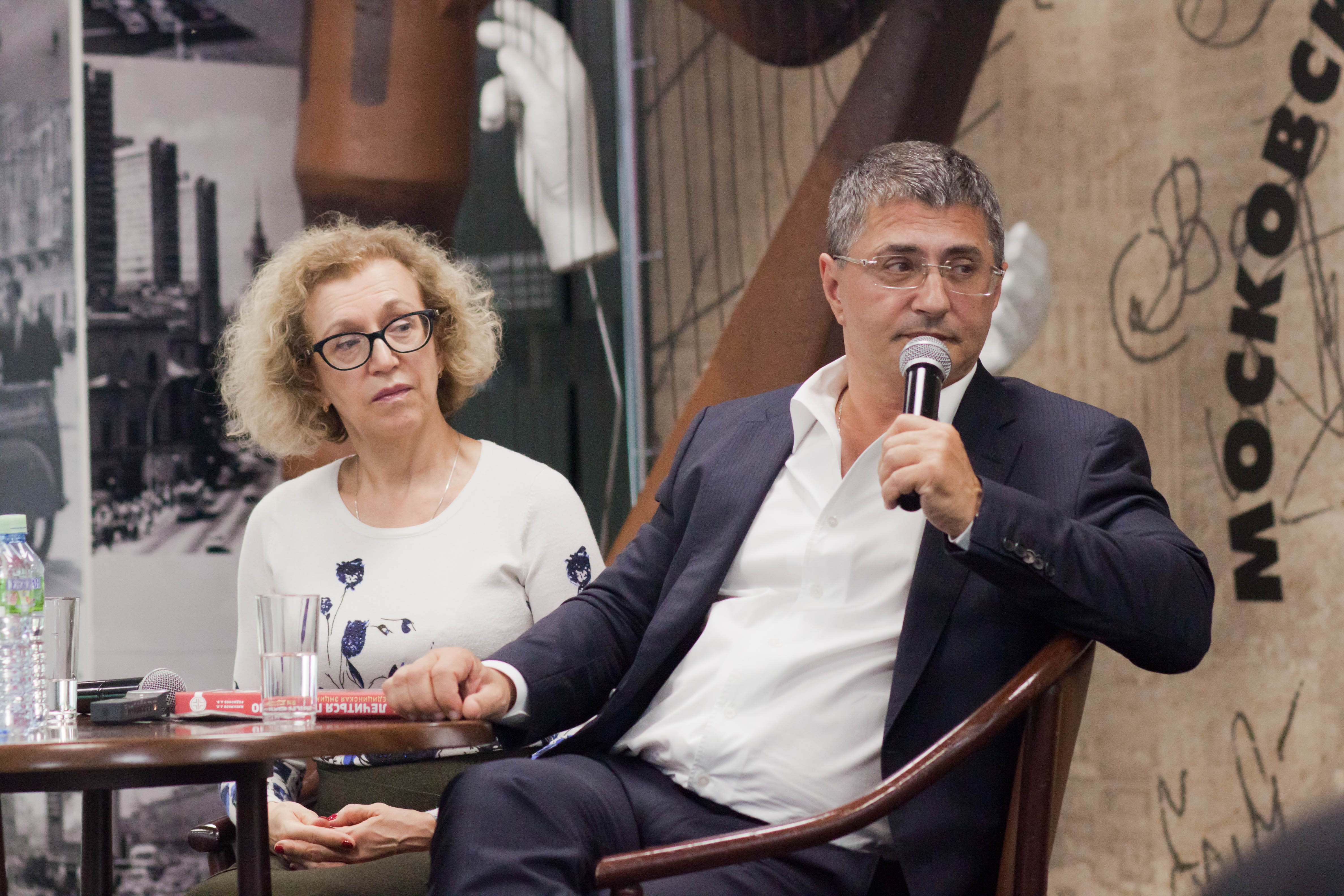
Олександр М'ясников і Ольга Шестова на презентації книги «Пора лікуватися правильно» в Московському будинку книги. 5 червня 2018 року.

Олександр М'ясников народився 15 вересня 1953 року в Ленінграді, в родині потомствених лікарів. Медична династія М'ясникових бере початок у XIX столітті (в місті Червоний Холм Тверській області існує родинний музей). Є онуком Олександра Леонідовича М'ясникова (1899—1965), відомого радянського вченого, голови Всеросійського товариства терапевтів, сином кандидата медичних наук Леоніда Олександровича М'ясникова (1928—1973) та Ольги Халіловни Алієвої (17.04.1927 — 27.01.2020) — відомого геронтолога, за національністю кримської татарки.
У 1976 році закінчив Другий Московський медичний інститут імені М. і. Пирогова, після чого до 1981 року проходив ординатуру та аспірантуру в інституті клінічної кардіології імені А. Л. М'ясникова.
У 1981 році захистив кандидатську дисертацію[уточнити].
Працював лікарем групи геологів в Африці, в Народній Республіці Мозамбік. У 1983 році працював у провінції Замбезі лікарем загальної практики.
З 1984 по 1989 рік служив старшим групи радянських лікарів-консультантів урядового шпиталю «Пренда» в Анголі.
Повернувшись до Москви поєднував роботу лікаря-кардіолога у Всесоюзному кардіологічному науковому центрі і співробітника медичного відділу Міжнародної організації з міграції.
У 1993—1996 роках працював лікарем Посольства Російської Федерації у Франції, співпрацював з провідними медичними центрами Парижа.
З 1996 року працював у США, де закінчив ординатуру при Медичному центрі Нью-Йоркського державного університету за спеціальністю «лікар загальної практики». У 2000 році Американським комітетом по медицині йому було присвоєно звання лікаря вищої категорії. Член Американської медичної асоціації і Американської колегії лікарів.
У 2000 році повернувся в Росію.
З 2000 року М'ясников став працювати в Москві спочатку головним лікарем Американського медичного центру, потім головним лікарем організованої ним Американської клініки.
У 2009—2010 роках — головний лікар Кремлівської лікарні Управління справами президента РФ. В цей же час пробує себе в якості телеведучого, у програмі «Лікаря викликали?», яка виходила на «Третьому каналі» (потім — на телеканалі «ТВЦ»). Починає вести медичну рубрику в програмі Володимира Соловйова і Анни Шафран «Повний контакт» на радіо «Вести FM» (веде цю рубрику по теперішній час).
З 2010 року по теперішній час є головним лікарем Державного бюджетного установи охорони здоров'я міста Москви «Міська клінічна лікарня імені М. Е. Жадкевича Департаменту охорони здоров'я міста Москви».
З 2012 по 2013 рік був ведучим телевізійної програми про здоров'я «Скажіть, доктор!» на каналі «Раз ТВ».
З 1 березня 2013 року — ведучий п'ятничних випусків програми «Про головне» на телеканалі «Росія-1», що мають умовну назву «Запитайте у лікаря».
Нерідко бере участь в якості запрошеного гостя у програмі «Вечір з Володимиром Соловйовим» на телеканалі «Росія-1».
7 червня 2017 року Олександр М'ясников нагороджений почесним знаком «Заслужений лікар міста Москви» «за великий внесок в удосконалення та розвиток охорони здоров'я, багаторічну плідну роботу по наданню висококваліфікованої медичної допомоги жителям міста Москви і в зв'язку з святкуванням Дня медичного працівника».
Член Громадської палати міста Москви.
У 2018 році був довіреною особою Володимира Путіна на президентських виборах, потім Сергія Собяніна на виборах мера Москви.
У 2020 році призначений спікером інформаційного центру з моніторингу ситуації з коронавірусом в Москві (на базі АНО «Діалог» Діта Москви; оперштаб Москви по боротьбі з коронавірусом).
В інтерв'ю Ксенії Собчак заявив, що вважає допустимим вбивство за образу.
У травні 2020 року журналістка ірина Шихман звинуватила лікаря в тому, що той, будучи відповідальним за зв'язки з громадськістю від операштаба за пандемії, готовий давати інтерв'ю по темі тільки на комерційних умовах. Називалася сума у 88 тисяч рублів. Журналістка наполягає, що має запис розмови з помічником лікаря, що назвав такі умови. Сам М'ясников називає цю історію провокацією, при цьому підтверджує, що розмова помічника і журналістки мала місце: «Як виявилося він, і правда отримав подібний дзвінок, але всі подробиці і мотивації я залишаю на його совісті і відповідальності. Мене ні він, ні хтось інший до відома не поставив. Як я зрозумів, там взагалі дзвінок всерйоз прийнятий і не був».
З 30 березня 2020 року — ведучий програм «Спасибі, доктор!» на youtube-каналі «Соловйов Live». З 6 червня 2020 року — ведучий щотижневої програми «Доктор М'ясников» на телеканалі «Росія-1».

## Особисте життя
На четвертому курсі інституту М'ясников одружився з дівчиною на ім'я Інна, шлюб швидко розпався.
Друга дружина — Наталія М'ясникова (нар. в 1954 році), з якою Олександр познайомився на одному зі світських прийомів. Наталія закінчила Московський історико-аріхвний інститут, працювала у ТАСС.
Син — Леонід М'ясников, народився в Парижі в 1994 році, має громадянство Франції, вчиться в Сорбонні на фармацевта.
Тесть — Олександр Петрович Колпакчи (1925 р. н.) — інженер-технолог і винаіхдник в галузі пивоваріння.
Позашлюбна дочка М'ясникова — Поліна.